# 마르티나 가르시아
마르티나 가르시아(Martina García, 1981년 6월 27일 ~ )는 콜롬비아의 배우, 모델이다.